# وینیل (فیلم ۱۹۶۵)
«وینیل» (انگلیسی: Vinyl (1965 film)) فیلمی در ژانر علمی–تخیلی به کارگردانی اندی وارهول است که در سال ۱۹۶۵ منتشر شد. از بازیگران آن می‌توان به ایدی سجویک اشاره کرد.